# Rudolf I. Saský
Rudolf I. Saský (1284 – 12. března 1356) byl vévoda a první kurfiřt saský. Kurfiřtský titul obdržel 4. října 1355 v Praze od císaře Karla IV. za to, že mu pomohl získat císařskou korunu. Císař Karel IV. mu zároveň věnoval komplex domů zvaných Saský dvůr, včetně dnešního Saského domu poblíž Karlova mostu na Malé Straně.[zdroj?] Od roku 1341 měl v zástavě mimo jiné hrady Křivoklát a Nižbor a roku 1359 je Rudolf uváděn jako zástavní držitel hradu v Kostelci nad Labem.
Byl pohřben ve františkánském klášteře ve Wittenbergu, který byl časem zrušen a během vykopávek v roce 1883 byly nalezené kosterní pozůstatky příslušníků askánské dynastie přesunuty do místního zámeckého kostela.

## Manželství
- (1298) Judita Braniborská (zemřela 9. května 1328, Wittenberg)
- (1328) Kunhuta Lokýtkovna (okolo 1295 – 9. dubna 1331 nebo 1333, Wittenberg)
- (1333) Anežka z Lindowa (18. prosince 1314 – 9. května 1343, Wittenberg)